# Вяткин, Геннадий Африканович
Геннадий Африканович Вяткин (15 августа 1928 года, Минусинск, Красноярского края — 22 июня 1994 года, Абакан, Республика Хакасия) — советский государственный и общественный деятель; заместитель, первый заместитель председателя облисполкома Хакасской автономной области (1962—1990); заслуженный строитель РСФСР (1974), лауреат премии Совета Министров СССР (1977), почётный гражданин Абакана (1978), член Союза архитекторов СССР (1960).

## Биография
Родился в семье минусинских служащих Африкана Никифоровича и Анастасии Ильиничны Вяткиных. В 1932 году семья переезжает в Абакан. После окончания школы № 3 в 1943 году начал трудовую деятельность монтером городских электро- и телефонных станций. Закончил Хакасский сельскохозяйственный техникум в 1948 году. Затем работал в обкомах ВЛКСМ Хакасии и Тувы, первым секретарем Кызыльского горкома ВЛКСМ (1950—1951).
С октября 1951 года трудился в строительных организациях Хакасской автономной области (Абаканский филиал «Росгипроводхоза», трест «Красноярскстрой»). Закончил спецфакультет Новосибирского инженерно-строительного института имени В. В. Куйбышева. В 1959 году назначен начальником управления по делам строительства и архитектуры, главным архитектором области, в 1962 году — заместителем председателя Хакасского областного исполнительного комитета. В 1982 году избран первым заместителем председателя облисполкома.
При его активном участии была разработана и осуществлялась концепция развития Саянского территориально-производственного комплекса (1970—1980-е гг.), проект инженерной защиты города Абакана и поселка Усть-Абакан, построены Дом юстиции, Дом радио, здания драматического и кукольного театров, спортивный комплекс «Саяны» и другие объекты. Благодаря построенной станции «Орбита» в декабре 1969 года Абакан — один из первых городов Сибири принял цветной телесигнал.
По его инициативе получили развитие база стройиндустрии Хакасии, дорожное строительство. Автодороги Хакасии и ныне считаются лучшими в Сибири и на Дальнем Востоке. Инициатор создания Хакасского отделения Союза архитекторов СССР (1975 год).
С 1990 по 1994 год — помощник народного депутата РСФСР, председателя Верховного Совета Республики Хакасия В. Н. Штыгашева.
Награждён медалью «За доблестный труд в годы Великой Отечественной войны», тремя орденами «Знак Почета» (1966, 1971, 1981), медалями. Отличник Аэрофлота СССР. В 1994 году учреждена премия Правительства Республики Хакасия имени Г. А. Вяткина в области архитектуры и строительства. В Абакане одна из центральных улиц носит его имя, на фасаде дома, где жил почётный гражданин города Геннадий Африканович Вяткин, установлена мемориальная доска.